# دیوارت (پنسیلوانیا)
دیوارت (به انگلیسی: Dewart) یک منطقهٔ مسکونی در ایالات متحده آمریکا است که در شهرستان نورث‌آمبرلند، پنسیلوانیا واقع شده‌است. دیوارت ۱٬۴۷۱ نفر جمعیت دارد.